# Campionati canadesi di sci alpino 1981
Ai Campionati canadesi di sci alpino 1981 furono assegnati i titoli di discesa libera, slalom gigante, slalom speciale e combinata, sia maschili sia femminili.

## Risultati

### Uomini

#### Discesa libera
| Pos. | Atleta          | Nazione |
| ---- | --------------- | ------- |
| 1    | Robin McLeish   | Canada  |
| 2    | Steve Podborski | Canada  |
| 3    | Dave Irwin      | Canada  |

#### Slalom gigante
| Pos. | Atleta      | Nazione |
| ---- | ----------- | ------- |
| 1    | Peter Monod | Canada  |
| 2    | ?           | ?       |
| 3    | ?           | ?       |

#### Slalom speciale
| Pos. | Atleta      | Nazione |
| ---- | ----------- | ------- |
| 1    | Peter Monod | Canada  |
| 2    | ?           | ?       |
| 3    | ?           | ?       |

#### Combinata
| Pos. | Atleta        | Nazione |
| ---- | ------------- | ------- |
| 1    | Robin McLeish | Canada  |
| 2    | ?             | ?       |
| 3    | ?             | ?       |

### Donne

#### Discesa libera
| Pos. | Atleta         | Nazione |
| ---- | -------------- | ------- |
| 1    | Gerry Sorensen | Canada  |
| 2    | Kathy Kreiner  | Canada  |
| 3    | Laurie Graham  | Canada  |

#### Slalom gigante
| Pos. | Atleta         | Nazione |
| ---- | -------------- | ------- |
| 1    | Josée Lacasse  | Canada  |
| 2    | Kathy Kreiner  | Canada  |
| 3    | Gerry Sorensen | Canada  |

#### Slalom speciale
| Pos. | Atleta       | Nazione |
| ---- | ------------ | ------- |
| 1    | Diane Haight | Canada  |
| 2    | ?            | ?       |
| 3    | ?            | ?       |

#### Combinata
| Pos. | Atleta       | Nazione |
| ---- | ------------ | ------- |
| 1    | Diane Haight | Canada  |
| 2    | ?            | ?       |
| 3    | ?            | ?       |